# Lista över svenska artilleriregementen
Detta är en lista över svenska militära förband tillhörande artilleriet.
Fortfarande existerande regimentet är markerad med fet text 

## Svenska artilleriregementen efter nummer

### Nya systemet (1914–)
- A 1 Svea artilleriregemente (1914–1997)
- A 2 Göta artilleriregemente (1914–1962)
- A 3 Wendes artilleriregemente (1914–2000)
- A 4 Norrlands artilleriregemente (1914–1997)
- A 5 Upplands artilleriregemente (1914–1927)
- A 5 Norrbottens artillerikår (1928–1951)
- A 6 Smålands artilleriregemente (1914–1927, 1942–1985)
- A 6 Smålands arméartilleriregemente (1928–1942)
- A 7 Gotlands artillerikår (1914–1975)
- A 7 Gotlands artilleriregemente (1975–2000)
- A 8 Boden-Karlsborgs artilleriregemente (1914–1920)
- A 8 Bodens artilleriregemente (1920–1998, 2022–)
- A 8 Norrlands artilleriregemente (1998–2000)
- A 9 Positionsartilleriregementet (1914–1927)
- A 9 Karlsborgs artilleriregemente (1928–1937)
- A 9 Karlsborgs luftvärnsregemente (1937–1942)
- A 9 Bergslagens artilleriregemente (1943–2000, 2022-)
- A 9 Artilleriregementet (2000–2021)
- A 10 Karlsborgs artillerikår (1920–1927)
- A 10 Östgöta luftvärnsregemente (1938–1942)
- A 11 Stockholms luftvärnsregemente (1939–1942)
- A 12 Dubbleringsregemente? (1940–?)
- A 13 Dubbleringsregemente till A 3 (1940–?)[1]
- A 14 Dubbleringsregemente (1941–?)
- A 15 Dubbleringsregemente (1941–?)
- A 21 Dubbleringsregemente till A 1 (1942–1961[2])
- A 22 Dubbleringsregemente till A 2 (1942–1961)
- A 23 Dubbleringsregemente till A 3 (1942–1961)
- A 24 Dubbleringsregemente till A 4 (1942[3]–1961)
- A 25 Dubbleringsregemente till A 1, A 2 och A 3[4] (1942–1961)
- Artbat/I 19 Norrlands artilleribataljon (2000–2005) (ej fristående enhet utan en del av Norrbottens regemente)

### Gamla systemet (1831–1914)
- Artilleriregementet (1636–1794)
- № 1 Svea artilleriregemente (1794–1892, 1904–1914)
- № 1 Första Svea artilleriregemente (1892–1904)
- № 2 Göta artilleriregemente (1794–1892, 1904–1914)
- № 2 Första Göta artilleriregemente (1892–1904)
- № 3 Wendes artilleriregemente (1794–1914)
- № 4 Finska artilleriregementet (1794–1811)
- Gotlands nationalbevärings artilleribeväring (1811–1861)
- № 4 Gotlands nationalbevärings artillerikår (1861–1887)
- № 4 Gotlands artillerikår (1887–1892)
- № 4 Norrlands artilleriregemente (1893–1914)
- № 5 Vaxholms artillerikår (1794–1892)
- № 5 Andra Svea artilleriregemente (1894–1904)
- № 5 Upplands artilleriregemente (1904–1914)
- № 6 Andra Göta artilleriregemente (1894–1905)
- № 6 Smålands artilleriregemente (1905–1914)
- № 7 Gotlands artillerikår (1892–1914)
- № 8 Vaxholms artillerikår (1892–1901)
- № 8 Boden-Karlsborgs artilleriregemente (1902–1914)
- № 9 Karlsborgs artillerikår (1893–1902)
- № 9 Positionsartilleriregementet (1902–1914)

## Svenska artilleriregementen efter namn
- Andra Göta artilleriregemente, № 6 (1894–1905)
- Andra Svea artilleriregemente, № 5 (1894–1904)
- Artilleriregementet (1636–1794)
- Artilleriregementet, A 9 (2000–2021)
- Bergslagens artilleriregemente, A 9 (1943–2000)
- Boden-Karlsborgs artilleriregemente, № 8 (1902–1914), A 8 (1914–1920)
- Bodens artilleriregemente, A 8 (1920–1998)
- Finska artilleriregementet, № 4 (1794–1811)
- Fyrverkarkåren (1846–1876, ursprungligen benämnd Raketkåren (1832–1845)
- Första Göta artilleriregemente, № 2 (1892–1904)
- Första Svea artilleriregemente, № 1 (1892–1904)
- Gotlands artillerikår, № 4 (1887–1892), № 7 (1892–1914), A 7 (1914–1975)
- Gotlands artilleriregemente, A 7 (1975–2000)
- Gotlands nationalbevärings artilleribeväring (1811–1861)
- Gotlands nationalbevärings artillerikår, № 4 (1861–1887)
- Göta artilleriregemente, № 2 (1794–1892, 1904–1914), A 2 (1914–1962)
- Karlsborgs artillerikår, № 9 (1893–1902)
- Karlsborgs artillerikår, A 10 (1920–1927)
- Karlsborgs artilleriregemente, A 9 (1928–1937)
- Karlsborgs luftvärnsartilleriregemente, A 9 (1937–1942)
- Norrbottens artillerikår, A 5 (1928–1951)
- Norrlands artilleriregemente, № 4 (1893–1914), A 4 (1914–1998)
- Norrlands artilleriregemente, A 8 (1998–2000)
- Positionsartilleriregementet, № 9 (1902–1914), A 9 (1914–1927)
- Raketkåren (1832–1845, därefter omnämnd Fyrverkarkåren (1846–1876)
- Smålands arméartilleriregemente, A 6 (1928–1942)
- Smålands artilleriregemente, № 6 (1905–1914), A 6 (1914–1927, 1942–1985)
- Stockholms luftvärnsartilleriregemente, A 11 (1939–1942)
- Svea artilleriregemente, № 1 (1794–1892, 1904–1914), A 1 (1914–1998)
- Upplands artilleriregemente, № 5 (1904–1914), A 5 (1914–1927)
- Vaxholms artillerikår, № 5 (1794–1892), № 8 (1892–1901)
- Wendes artilleriregemente, № 3 (1794–1914), A 3 (1914–2000)
- Östgöta luftvärnsartilleriregemente, A 10 (1938–1942)